# Couso (Avión)
Couso (llamada oficialmente Santa María de Couso) es una parroquia y un lugar español del municipio de Avión, en la provincia de Orense, Galicia.

## Organización territorial
La parroquia está formada por cinco entidades de población:
- Couso
- Edreira (A Hedreira)
- Penedo
- Taboazas
- Villariño (Vilariño)

## Demografía

### Parroquia
| Gráfica de evolución demográfica de Couso (parroquia) entre 2000 y 2022 |
|                                                                         |
| Datos según el nomenclátor publicado por el INE.                        |

### Lugar
| Gráfica de evolución demográfica de Couso (lugar) entre 2000 y 2022 |
|                                                                     |
| Datos según el nomenclátor publicado por el INE.                    |